# Campsas
 Campsas  es una población y comuna francesa, en la región de Mediodía-Pirineos, departamento de Tarn y Garona, en el distrito de Montauban y cantón de Grisolles.

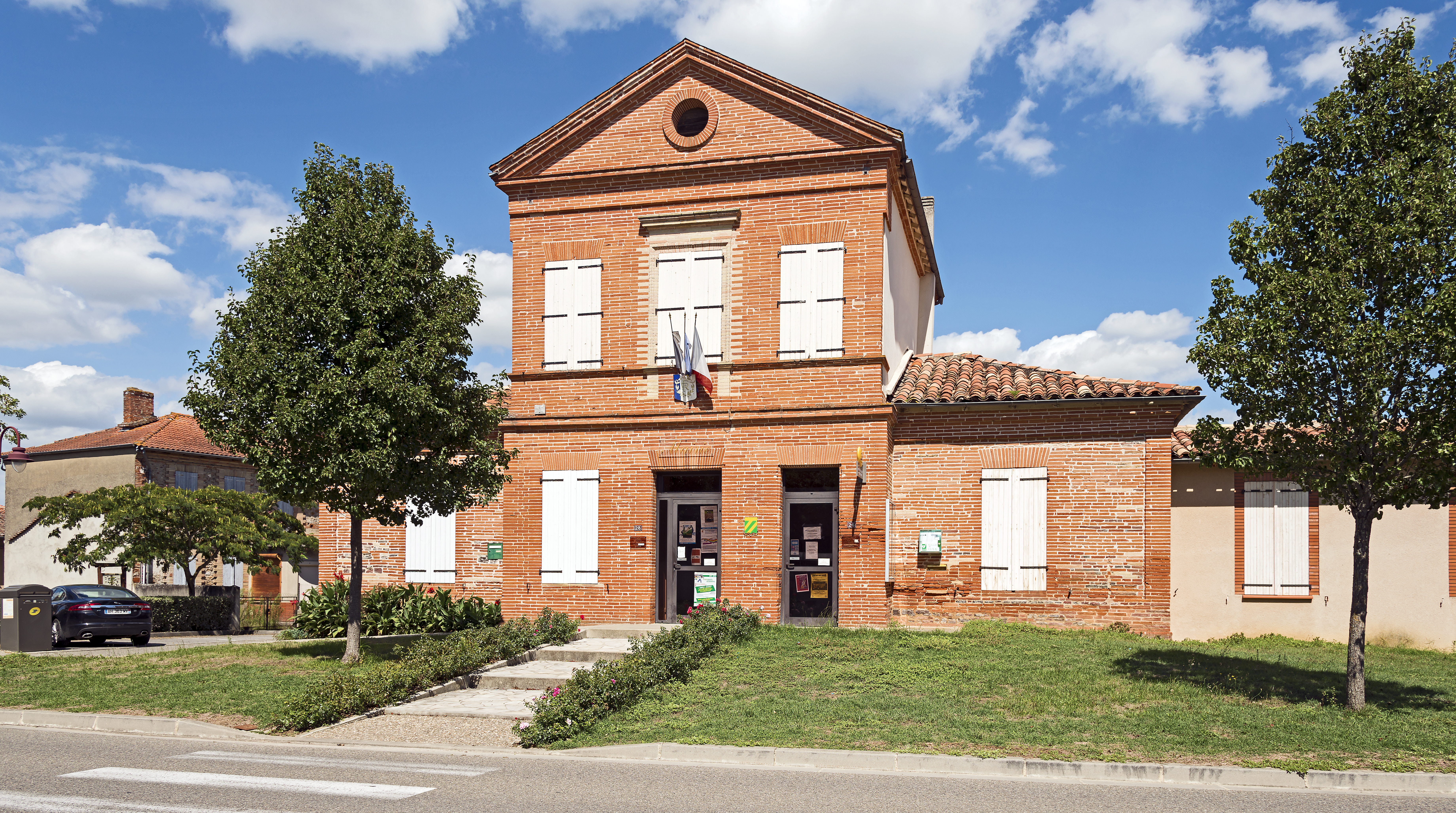
El ayuntamiento.
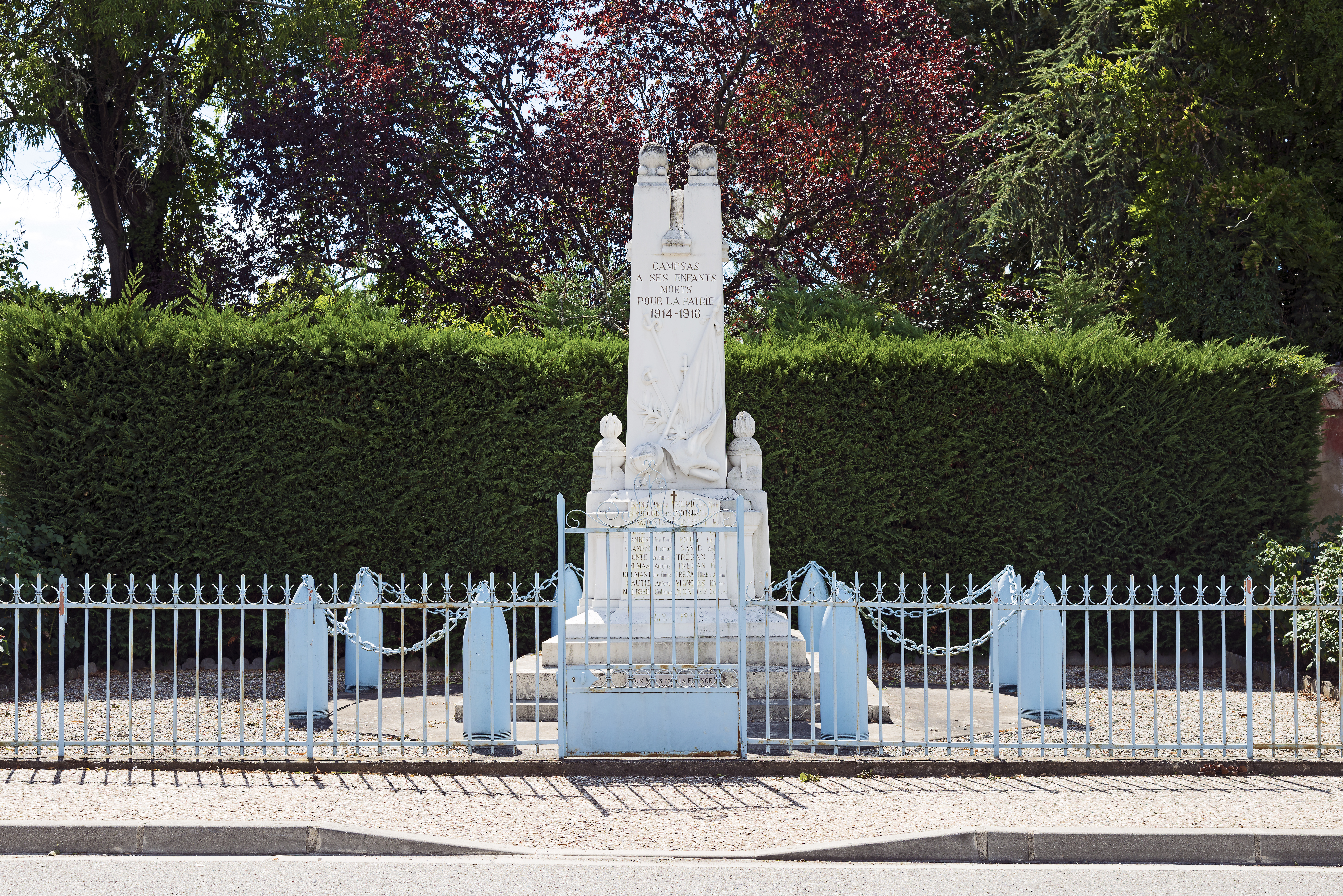
El monumento a los caídos.

## Demografía
| 554 | 485 | 495 | 559 | 636 | 870 |
| Para los censos de 1962 a 1999 la población legal corresponde a la población sin duplicidades (Fuente: INSEE [Consultar]) |     |     |     |     |     |